# Nâdiya
Nadia Zighem (Tours, 19 juni 1973), beter bekend als Nâdiya, is een Franse zangeres van Algerijnse afkomst. Haar meest bekende hit is Et c'est parti... uit 2005, een groot succes in bijna heel Europa en delen van Oost-Azië. Gedurende haar carrière werkte ze onder meer samen met Kelly Rowland en Enrique Iglesias. Vooral in haar thuisland Frankrijk kent Nâdiya een grote populariteit en is ze meerdere keren onderscheiden met goud of platina.

## Biografie
Nâdiya is geboren in Tours, in een gezin van zeven kinderen. Omdat ze goed kan hardlopen, wordt ze op zestienjarige leeftijd Frans kampioen 800 meter. Na enkele jaren stopt ze met hardlopen en verhuist ze naar Parijs. Een aantal jaren daarna begint ze met een muzikale carrière.
Haar eerste single Parle Moi wordt alleen uitgebracht in Wallonië, Frankrijk en Zwitserland.
Haar tweede single  Et C'est Parti wordt ook in Nederland en Vlaanderen uitgebracht.
Haar eerste album heet 16/9 en wordt goed ontvangen in België, Frankrijk en Zwitserland.
Voor Signes is de clip in 2005 al opgenomen. Dit nummer werd echter nooit uitgebracht.
In februari 2006 komt ze terug met de nieuwe single Tous Ces Mots, deze weet de tweede plaats te halen in Frankrijk en de top 10 in België. In juni kwam haar nieuwe album (Nâdiya) uit en haar nieuwe single Roc. De single debuteerde op nummer 2 in Frankrijk, en bleef daar voor 3 weken. Met haar album brak ze een persoonlijk record; het album was haar eerste dat op de nummer 1-positie binnenkwam.
Nadiya kreeg haar eerste kind in 1999 genaamd: Yanis.

## Discografie

### Albums
| Album met eventuele hitnotering(en) in de Nederlandse Album Top 100 | Datum van verschijnen | Datum van binnenkomst | Hoogste positie | Aantal weken | Opmerkingen |
| ------------------------------------------------------------------- | --------------------- | --------------------- | --------------- | ------------ | ----------- |
| Changer les choses                                                  | 2001                  |                       |                 |              |             |
| 16/9                                                                | 2004                  |                       |                 |              |             |
| Nâdiya                                                              | 05-06-2006            |                       |                 |              |             |
| La Source                                                           | 12-11-2007            |                       |                 |              |             |
| Electron libre                                                      | 01-12-2008            |                       |                 |              |             |
| Odyssée                                                             | 22-02-2019            |                       |                 |              |             |

### Singles
| Single met eventuele hitnotering(en) in de Nederlandse Top 40 | Datum van verschijnen | Datum van binnenkomst | Hoogste positie | Aantal weken | Opmerkingen          |
| ------------------------------------------------------------- | --------------------- | --------------------- | --------------- | ------------ | -------------------- |
| Dénoue mes mains                                              | 1999                  |                       |                 |              |                      |
| J'ai confiance en toi                                         | 2000                  |                       |                 |              |                      |
| Chaque fois                                                   | 2001                  |                       |                 |              |                      |
| Parle-moi                                                     | 26-03-2004            |                       |                 |              |                      |
| Et c'est parti...                                             | 01-06-2004            | 15-01-2005            | 21              | 10           | met Smartzee         |
| Si loin de vous (Hey oh... par la radio)                      | 27-12-2004            | 30-04-2005            | tip 7           |              |                      |
| Signes                                                        | 24-04-2005            | 30-04-2005            | tip 7           |              |                      |
| Tous ces mots                                                 | 24-02-2006            |                       |                 |              | met Smartzee         |
| Roc                                                           | 19-06-2006            |                       |                 |              |                      |
| Amies-ennemies                                                | 30-10-2006            |                       |                 |              |                      |
| Vivre ou survivre                                             | 12-10-2007            |                       |                 |              |                      |
| Tired Of being Sorry, Laisse le Destin l'emporter             | 2008                  |                       |                 |              | met Enrique Iglesias |
| No Future in the past                                         | 2008                  |                       |                 |              | met Kelly Rowland    |
| Unity                                                         | 01-12-2017            |                       |                 |              |                      |
| Top                                                           | 11-01-2019            |                       |                 |              |                      |
| Nirvana                                                       | 08-06-2019            |                       |                 |              |                      |
| Victory                                                       | 04-10-2019            |                       |                 |              |                      |
| Rock "Jen Jian Azadi"                                         | 09-12-2022            |                       |                 |              | met Baran            |